# API Technical Data Book
Das API Technical Data Book ist eine Sammlung von Stoffdaten und vom American Petroleum Institute empfohlenen und standardisierten Verfahren zur Abschätzung verschiedenster Größen, die in Prozessen der Erdölverarbeitung von Bedeutung sind. Das Buch wurde vor 40 Jahren zum ersten Mal aufgelegt, die aktuelle Auflage ist die 8.

## Kapitel
1. Allgemeine Eigenschaften
2. Stoffcharakterisierung (im Wesentlichen von Petroleumgemischen)
3. Destillationsumrechnungen (von standardisierten Modellen auf reale Prozesse)
4. Kritische Eigenschaften von Reinstoffen und Gemischen
5. Sättigungsdampfdruck
6. Dichte
7. Thermische Eigenschaften (etwa Wärmekapazitäten)
8. Dampf-Flüssig-Gleichgewichte
9. Wässrige Phasengleichgewichte
10. Ober- und Grenzflächenspannung
11. Viskosität
12. Thermische Leitfähigkeit
13. Diffusionsvermögen
14. Verbrennung
15. Absorptionsgleichgewicht

## Autoren
Das API unterhält ein Technical Data Committee, in dem Wissenschaftler und Fachleute diverser Firmen mitarbeiten.

## Verfügbarkeit
Trotz des Namens ist das API Technical Data Book kein Buch mehr, sondern wird als Sammlung von PDFs und Softwaretools von der Firma EPCON International vertrieben.